# 庶长
庶长是中国古代官爵名。見於春秋時代至漢代。

## 歷史
春秋时秦国设置有庶长，意为众吏之长、众列之长，为秦执政官之一。以宗族充任，掌握军政大权，在朝则执政，出则治军旅。相当其他各国的卿。其时庶长多係秦室的公子担任，执掌朝政。孝公以前的庶长常有擅权废立之事。秦宁公当時春秋初期，即有大庶长。秦孝公三年初见商鞅（卫鞅），拜之左庶长。
战国时秦孝公令商鞅变法，设立相制，秦武王时又分设左右丞相，此后庶长始失去政治上的地位。成为军功爵位名称。战国时期秦国实行商鞅变法，制定二十等军功爵，其中第十等为左庶长，第十一等为右庶长，第十七等称驷车庶长，第十八等为大庶长。依其爵位高低，获得相应的政治、经济特权。左庶长以上至大庶长都是将军。大庶长位最高，掌军政大权。二十等爵：1公士，2上造，3簪袅，4不更，5大夫，6官大夫，7公大夫，8公乘，9五大夫，10左庶长，11右庶长，12左更，13中更，14右更，15少上造，16大良造，17驷车庶长，18大庶长，19关内侯，20彻侯。
汉承秦制。汉代除沿秦二十等爵制外，汉武帝又创武功爵十七级，第十级亦为左庶长。

## 相关
- 庶長姓，以庶长为氏，成为复姓。[5]《通志·氏族略·以爵为氏》记载《左传》秦有庶长鲍、庶长武、庶长无地。